# نان‌چوئن
نان‌چوئن یا نَن‌چوَن (چینی: 南拳; پین‌یین: Nán quán; به معنای «مشت جنوبی» یا  چینی: 南派; پین‌یین: Nán pài; به معنای «مکتب جنوبی») مجموعه‌ای از هنرهای رزمی چینی است که از جنوب رود یانگ‌تسه در چین سرچشمه گرفته‌اند، همچون وینگ‌چون و چوی لی فوت و هونگ جیا.
ژیمناستیک،حرکات قدرتی، تکنیک‌های دست متنوع و تولید صدایی در هنگام اجرای ضربات که همتا و نیای کیای در سبک‌های ژاپنی و کره‌ای است، از مشخصه‌های نان‌چوئن است. نن‌گوئن (به معنی چوب جنوبی) و نن‌دائو (به معنی شمشیر پهن جنوبی) از مهمترین سلاح‌های سرد در نان‌چوئن به شمار می‌روند.